# Dino Toso
Dino Vittorio Marcellinus Toso (11 de Fevereiro de 1969 - 13 de Agosto de 2008) foi um engenheiro ítalo-neerlandês o qual trabalhou para a equipe de Fórmula 1 Renault como diretor aerodinâmico entre 2003 e 2008. Sofria de câncer desde 2004, quando o problema foi diagnosticado, e veio a falecer em 13 de Agosto de 2008.